# Aptostichus hesperus
Aptostichus hesperus är en spindelart som först beskrevs av Chamberlin 1919.  Aptostichus hesperus ingår i släktet Aptostichus och familjen Cyrtaucheniidae. Inga underarter finns listade i Catalogue of Life.